# Campylorhynchus chiapensis
Campylorhynchus chiapensis là một loài chim trong họ Họ Tiêu liêu.